# Kameshwar Singh
Maharajadhiraja Sir Kameshwar Singh Goutam Bahadur KCIE (Hindi: कामेश्वर सिंह, Kāmeśvar Siṃh; * 28. November 1907; † 8. November 1962) war von 1929 bis 1947 der Herrscher des Fürstenstaats Darbhanga und zeitlebens geistliches Oberhaupt der Maithil-Brahmanen. Politisch vertrat er in den 1930er Jahren die Interessen der konservativen indischen Fürsten.

## Herkunft
Gründer des herrschaftlichen Hauses war Mahamahopadhyaya Mahesh Thakur, der vom Großmogul Akbar dem Großen im 16. Jahrhundert mit dem Fürstentum Tirhut belehnt wurde. Die Familie stammte ursprünglich aus dem Dorf Bhour, verlegte nach der Verleihung ihren Stammsitz in das Fort Bhowarah (nahe dem heutigen Madhubani).

## Lebensweg
Kameshwar Singh war der Sohn von Sir Rameshwar Singh, der die Erziehung seines Sohnes durch Privatlehrer selbst kontrollierte. Nach dem Tode des Vaters übernahm er dessen Position als einer der bedeutendsten Großgrundbesitzer in Britisch-Indien. Im Jahr 1933 wurde er als Knight Commander des Order of the Indian Empire geadelt und führte fortan den Namenszusatz „Sir“. Er wurde Vorsitzender der Grundbesitzerverbände von Bihar, Bengalen und Gesamt-Indien. Das Erdbeben des Jahres 1934 und die weltweite gesamtwirtschaftliche Depression führten zu großen Problemen.
Er wurde zweimal in das Legislative Council ernannt. Nachdem die Wählbarkeit dieser Versammlung eingeführt wurde, gewann er 1937 wieder einen Sitz.
An den ersten beiden Indian Round Table Conferences, die in den Jahren 1930 und 1931 in London stattfanden, nahm er als Delegierter der indischen Fürsten teil. An der dritten Konferenz, die ebenfalls die Verfassungsreform vorbereiten half, die schließlich im Government of India Act 1935 mündete, konnte er wegen Krankheit nicht teilnehmen. Seine Frau starb im Oktober 1940.
Anfang des Zweiten Weltkriegs spendete er am Kaisergeburtstag des Jahres 1940 zwölf Krankenwagen sowie £ 5000 für drei Spitfire, die den alten Namen des Hauses Sakar-i-Tirhut trugen. Dafür, und die Verpflichtung die Maschinen gegebenenfalls zu ersetzen, wurde er Ehrenoberst des 11/19th Hyderabad Regiments (territorial). Weiter spendete er großzügig für die Versorgung von Offizieren. Im weiteren Kriegsverlauf wurde er in das National Defense Council berufen.
Mit der Unabhängigkeit Indiens (1947) dankte er ab, seine Zamindare wurden während der Landreformen teilenteignet. Er hatte keinen direkten Nachkommen was zu langen Erbstreitigkeiten führte.

## Ehrungen
Die im Jahr 1961 gegründete  Kameshwar Singh Darbhanga Sanskrit University in Darbhanga ist nach ihm benannt.